# آنیکو فور
آنیکو فور (مجاری: Anikó Für؛ زادهٔ ۲۷ فوریهٔ ۱۹۶۴) بازیگر و صداپیشه اهل مجارستان است.
از فیلم‌ها یا مجموعه‌های تلویزیونی که وی در آن‌ها نقش داشته‌است، می‌توان به طریقت مرگ و فرشتگان اشاره نمود.